# Grupa cykliczna

Pierwiastki szóstego stopnia z jedynki tworzą grupę cykliczną z mnożeniem z elementem pełniącym rolę jej generatora; grupę generuje również element są to wszystkie generatory tej grupy.

Grupa cykliczna – grupa generowana przez pojedynczy element nazywany jej generatorem (grupa cykliczna może mieć wiele generatorów, ale każdy z nich samodzielnie generuje tę grupę). Oznacza to, że poprzez cykliczne iterowanie (wielokrotne złożenie) działania grupowego na generatorze lub jego odwrotności można uzyskać dowolny element tej grupy; w notacji multiplikatywnej elementy są więc potęgami generatora, a w notacji addytywnej – jego wielokrotnościami.
Grupę cykliczną {\displaystyle G} daje się zatem przedstawić jako
{\displaystyle \langle a\rangle :=\{a^{n}\in G\colon n\in \mathbb {Z} \},}
gdzie {\displaystyle a} jest (pewnym wybranym) generatorem grupy {\displaystyle G.} W szczególności może się zdarzyć, iż {\displaystyle a^{n}} będzie dla pewnego {\displaystyle n\in \mathbb {Z} } równe elementowi neutralnemu {\displaystyle e} – w tym wypadku grupa zawiera skończenie wiele elementów; jeżeli taka sytuacja nie zachodzi, to grupa ma nieskończenie wiele (dokładnie: przeliczalnie wiele) elementów. Najmniejszą grupą cykliczną jest grupa trywialna zawierająca tylko jeden element; najmniejszą grupą niecykliczną jest grupa Kleina (nazywana również „czwórkową”) rzędu {\displaystyle 4.}
Grupy cykliczne należą do najprostszych i najlepiej poznanych grup: skończone i nieskończone grupy cykliczne mają tę samą strukturę co (odpowiednio) grupy addytywne {\displaystyle \mathbb {Z} _{n}} dla {\displaystyle n\in \mathbb {N} } (zob. arytmetyka modularna) oraz {\displaystyle \mathbb {Z} } (zob. liczby całkowite). W szczególności stanowią one „budulec” niektórych rodzajów grup przemiennych, zob. klasyfikacje grup przemiennych o skończonej liczbie elementów oraz grup przemiennych o skończonej liczbie generatorów.
Grupa multiplikatywna dowolnego ciała skończonego (tj. zbiór elementów odwracalnych, czyli niezerowych, z mnożeniem) jest grupą cykliczną; w szczególności grupa multiplikatywna {\displaystyle \mathbb {Z} _{p}^{\times }} pierścienia klas reszt modulo {\displaystyle p} jest cykliczna dla dowolnej liczby pierwszej {\displaystyle p.} Ogólniej, {\displaystyle \mathbb {Z} _{n}^{\times }} jest cykliczna wtedy i tylko wtedy, gdy {\displaystyle n=4} lub jest postaci {\displaystyle p^{k}} lub {\displaystyle 2p^{k}} dla nieparzystej liczby pierwszej {\displaystyle p} i liczby naturalnej {\displaystyle k.} Z drugiej strony dowolna grupa rzędu będącego liczbą pierwszą jest cykliczna.

## Zastosowania
Własności grup cyklicznych leżą u podstaw wielu mechanizmów kryptograficznych, m.in. protokołu wymiany kluczy Diffiego-Hellmana, czy schematu szyfrowania z kluczem publicznym ElGamal (będącego jego rozszerzeniem); oba algorytmy wykorzystują żywotnie prostotę obliczania funkcji wykładniczej w grupach cyklicznych oraz trudność obliczeń w przypadku logarytmu dyskretnego, czyli zagadnienia odwrotnego do wspomnianego.
Z chińskiego twierdzenia o resztach dla grup cyklicznych wynika tożsamość struktur (izomorfizm) grupy {\displaystyle \mathbb {Z} _{mn}} oraz grupy iloczynu prostego {\displaystyle \mathbb {Z} _{m}} i {\displaystyle \mathbb {Z} _{n}} (podobnie dla grup {\displaystyle \mathbb {Z} _{mn}^{\times }} oraz {\displaystyle \mathbb {Z} _{m}^{\times }} i {\displaystyle \mathbb {Z} _{n}^{\times }}). Spostrzeżenie to znajduje zastosowanie w wielu obszarach matematyki stosowanej, również w kryptografii (np. współdzieleniu tajemnicy, implementacjach algorytmu Rivesta-Shamira-Adlemana), czy obliczeniach rozproszonych. Wiele algorytmów kryptograficznych (w tym RSA) zasadza się na trudności rozkładu na czynniki liczby {\displaystyle n,} który umożliwia wgląd w strukturę grupy {\displaystyle \mathbb {Z} _{n}^{\times }} jako iloczynu prostego grup cyklicznych (por. klasyfikacja skończonych grup przemiennych).